# Victoria Bertrand
Francisca Victoria Bertrand Alvarado (1907, Juticalpa, Olancho, Honduras - 4 de septiembre de 1952, México) fue una poetisa hondureña, hija del expresidente de Honduras, Francisco Bertrand Barahona.

## Biografía y carrera
Su madre era Victoria Alvarado Buchard, y su padre era el médico Francisco Bertrand Barahona. Vivió su infancia en Juticalpa hasta que su padre fue elegido presidente de Honduras e inició su mandato el 1 de mayo de 1916 cuando Victoria Bertrand tenía nueve años de edad, por ello se trasladaron a Tegucigalpa. Realizó sus estudios primarios en la Escuela de Señoritas Saravia en Tegucigalpa. En 1919, estalló la primera guerra civil de Honduras por culpa de su padre, quien pretendía quedarse en el poder proponiendo a su propio cuñado como candidato presidencial, en septiembre del mismo año, las fuerzas rebeldes derrocaron el gobierno de Francisco Bertrand y toda la familia fue exiliada de Honduras. La familia Bertrand se trasladó entonces a Estados Unidos (que había intervenido a favor de los rebeldes), ahí, Victoria Bertrand estudió en el convento de monjas Orden del Sagrado Corazón, situado en Nueva Orleans. Cuando murió su padre en 1926, Bertrand se encontraba realizando sus estudios en la Universidad de Columbia, de la cual salió graduada como periodista y posteriormente empezó a laborar como secretaria en la revista en español Norte de Nueva York, de la cual se convirtió en jefa de redacción. En 1950 fue nombrada por la ONU como editora de la revista United Nation World, donde se publicaban monografías relacionadas con temas sobre América Latina, por lo que Bertrand viajó a casi todos estos países, y fue en uno de sus viajes, justamente en México, donde falleció a causa de un ataque cardíaco  mientras dormía el 4 de septiembre de 1952 a la edad de 45 años.
Su interés por los poemas la impulsaron a publicaron su primer poemario, Nómada en 1936 en Costa Rica, en el que se incluye el poema autobiográfico Yo, que narra sus experiencias durante el exilio de su familia. Público varios libros más bajo el seudónimo de Alma Fiori. En 1932 fue homenajeada por el Grupo Cultural Zelaya Sierra.

## Obras
- Nómada (1936)
- Cantos del camino (1941)
- Postrera eclosión (1951)
- Timoneles del Caribe (inédito tras su fallecimiento)